# 영주초등학교
영주초등학교는 대한민국 경상북도 영주시 영주동에 있는 공립 초등학교이다.

## 학교 연혁
- 1911년 4월 1일 영천공립보통학교(4년제) 개교(영주향교)
- 1917년 12월 5일 영주공립보통학교로 개칭
- 1921년 4월 1일 6년제로 개편
- 1921년 9월 21일 현 교사로 이전
- 1938년 4월 1일 영주서부공립심상소학교 개칭
- 1941년 4월 1일 영주서부공립국민학교 개칭
- 1957년 4월 1일 영주국민학교 개칭
- 1972년 6월 9일 특수학급 설치
- 1983년 3월 1일 병설유치원 설치
- 1996년 3월 1일 영주초등학교로 개칭
- 2018년 9월 1일 제29대 윤명희 교장 부임
- 2020년 2월 19일 제106회 22명 졸업(총 졸업생 수 20,645명)
- 2020년 3월 1일 초등 7학급(일반학급 6, 특수학급 1), 유치원 2학급 편성

## 참고 자료
- 영주초등학교 - 한국교육학술정보원 학교알리미